# Jean-Marie Laclavetine
Jean-Marie Laclavetine (Bordeus, 17 de febrer de 1954) és un editor i escriptor francès que ha traduït obres de l'italià al francès.

## Biografia
Jean-Marie Laclavetine va néixer l'any 1954 a Bordeus. A l'edat de vint-i-sis anys va publicar la seva primera novel·la. Les Emmurés, per la qual va rebre el premi literari Prix Fénéon l'any 1981. Des de 1989, ha estat membre de l'editorial d'Éditions Gallimard Comité de Lecture. A més, va traduir autors italians com Alberto Savinio, Giuseppe Antonio Borgese, Leonardo Sciascia, Vitaliano Brancati o Alberto Moravia al francès. Laclavetine viu a Tours, França.

## Obra
- Les emmurés, Gallimard, 1981 (Premi Fénéon)
- La Maison des absences, Gallimard, 1984
- Donnafugata, Gallimard, 1987 (Premi Valery Larbaud)
- Conciliabule avec la reine, Gallimard, 1989
- En douceur, Gallimard, 1991 (Premi François Mauriac)
- Rabelais, essay, Éditions Christian Pirot, 1992 and 2000
- Gens d'à côté, Éditions Christian Pirot, 1992 (Premi al Millor Llibre de Région Centre)
- Richard Texier, mon cousin de Lascaux, Éditions du Cygne, 1993
- Le Rouge et le Blanc, Gallimard, 1994
- Demain la veille, Gallimard, 1997
- Port-Paradis amb Philippe Chauvet, Gallimard, 1997
- Richard Texier - Les Dieux de la nuit, Le Temps qu'il fait, 1998
- Écriverons et liserons, dialogue en vingt lettres amb Jean Lahougue, Champ Vallon, 1998
- Première ligne, Gallimard, 1999 (Premi Goncourt des Lycéens)
- Brenne secrète, Maison du Parc régional de la Brenne, 2000
- Le pouvoir des fleurs, Gallimard, 2002
- La Loire, Mille kilomètres de bonheur, National Geographic, 2002
- Trains de vie, Gallimard, 2003
- Matins bleus, Gallimard, 2004
- Petite éloge du temps présent, Folio, 2007
- Nous voilà, Gallimard, 2009 (Premi de Novel·la Històrica dels Rendez-vous de l'histoire de Blois)[1]
- La martre et le léopard: carnets d'un voyage en Croatie, Gallimard, 2010
- Je est un autre, Gallimard, 2010
- Descente au paradis, Gallimard, 2011
- Au pays des fainéants sublimes, Gallimard, 2011
- Natures, Gallimard, 2017
- Et j'ai su que ce trésor était pour moi, Gallimard, 2017
- Une amie de la famille, Gallimard, 2019
- La vie des morts, Gallimard, 2021